# Онета
Онета (італ. Oneta) — муніципалітет в Італії, у регіоні Ломбардія,  провінція Бергамо.
Онета розташована на відстані близько 490 км на північний захід від Рима, 70 км на північний схід від Мілана, 23 км на північний схід від Бергамо.
Населення — 624 особи (2014).

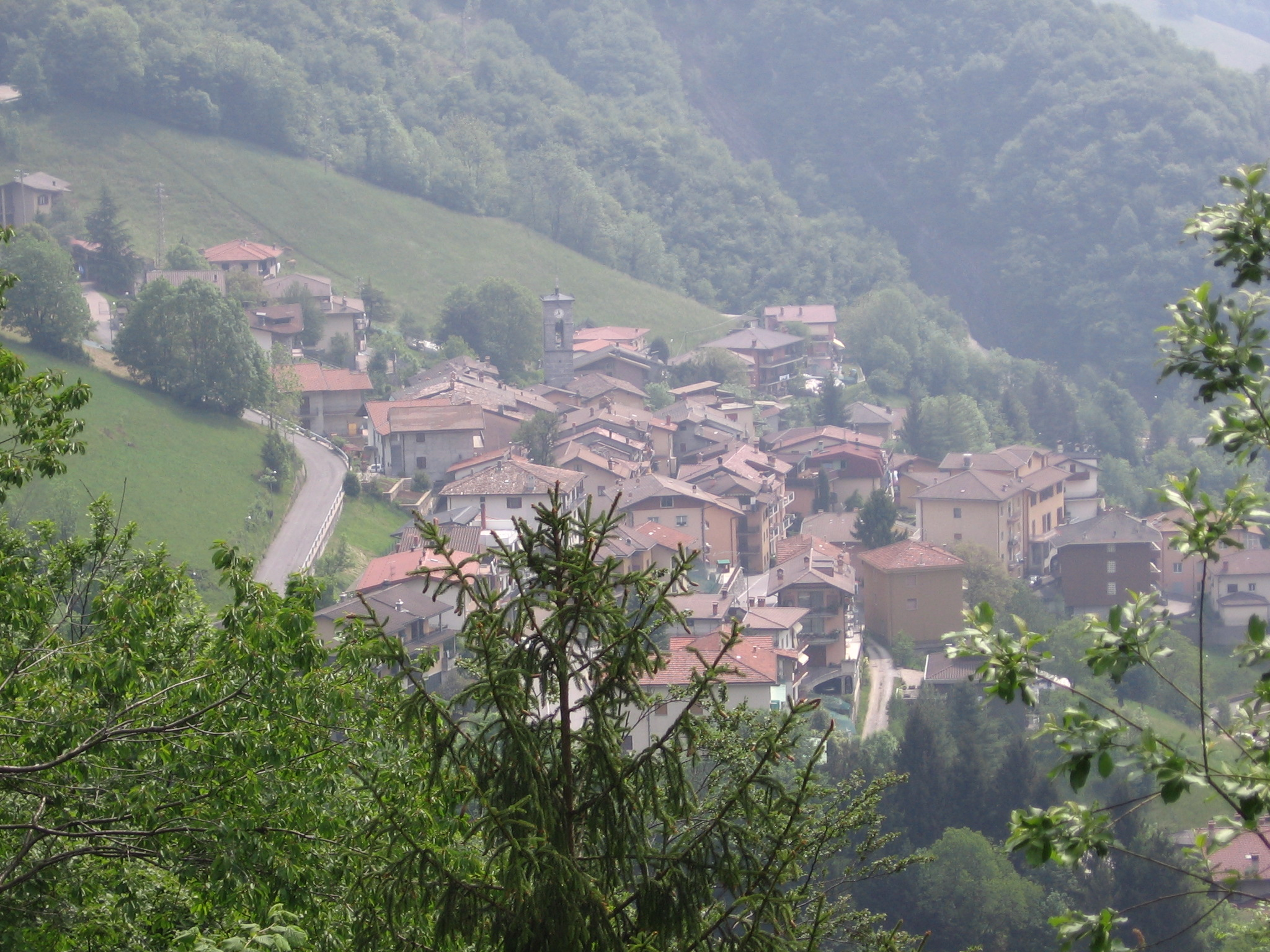

Щорічний фестиваль відбувається 15 серпня, 13 червня та 24 серпня. Покровителька — Богородиця Небовзята.

## Демографія
Населення за роками:

Станом на 1 січня 2023 року в муніципалітеті офіційно проживало 7 іноземців з 6 країн, серед них 3 громадяни країн Євросоюзу.

## Сусідні муніципалітети
- Кольцате
- Корнальба
- Горно
- Ольтре-іль-Колле
- Премоло
- Вертова